# Обраний (фільм, 2016)
Обраний (ісп. El elegido) — іспано-мексиканський драматичний трилер 2016 року, написаний і режисером Антоніо Чаварріасом. Головні ролі у фільмі виконали Ханна Мюррей, Альфонсо Еррера, Джуліан Сендс і Генрі Гудман. Фільм знімався у Койоакані, Мексика, та Барселоні, Іспанія, а його вихід у прокат був запланований на першу половину 2016 року. Фільм заснований на вбивстві Льва Троцького в 1940 році.

## Сюжет
Іспанія, 1937 рік. Молодий офіцер-республіканець Рамон Меркадер завербований радянською розвідкою для участі у надсекретній місії за наказом самого Сталіна: вбити Лева Троцького, якого він вважає зрадником. Після ретельної підготовки в Росії Рамон вирушає до Парижа під новим ім'ям — багатого бельгійця Жака Морнара. Там він зустрічає Сільвію, молоду жінку, яка бере участь у створенні Четвертого Інтернаціоналу під егідою Троцького. Їхнє кохання здається щирим, але коли вони знову зустрічаються в 1940 році в Мексиці, де Сильвія працює на Троцького, вигнаного радянським режимом, їхні стосунки стають зрозумілими. Жак (Рамон), який тепер працює на підставну компанію, виправдовує свою поїздку тим, що шукає притулку від війни, яка вирує в Європі. Красуня Сільвія стала особистою секретаркою старого Лева Троцького. Не підозрюючи про справжні плани коханого, Сільвія відкриває йому двері свого життя і вводить у найближче оточення своєї смертельної мішені.

## У ролях
| Актор             | Персонаж                    |
| ----------------- | --------------------------- |
| Альфонсо Еррера   | Рамон Меркадер              |
| Ханна Мюррей      | Сільвія Агелоф              |
| Генрі Гудмен      | Троцький Лев Давидович      |
| Джуліан Сендс     | Котов                       |
| Френсіс Барбер    | Сєдова Наталя Іванівна      |
| Еміліо Ечеварріа  | королель Салазар            |
| Алехандро Кальва  | Хосе Давид Альфаро Сікейрос |
| Ельвіра Мінгес    | Карідад дель Ріо            |
| Роджер Касамайор  | Карлес Відаль               |
| Луїс Розалес      | Консерхе Монтехо            |
| Хав'єр Годіно     | Коста                       |
| Олександр Холтман | Шелдон                      |

## Критика
На сайті агрегатора рецензій Rotten Tomatoes «Обраний» отримав 40 % свіжих оцінок. Андреа Г. Бермехо, кінорецензент іспанської газети Ель-Мундо, дав фільму три з п'яти зірок, високо оцінивши гру Альфонсо Еррера та Ханни Мюррей. Джонатан Холланд з Голлівуд-репортер написав, що сценарій Чаварріаса висвітлює історичну інформацію «чітко і просто, без надмірної фальсифікації історичних подій», але головний герой, Рамон Меркадер, "менш цікавий і далекий від жахливого образу Алена Делона в недосконалому фільмі Джозефа Лоусі «Вбивство Троцького». Девід Волш з World Socialist Web Site, з іншого боку, прихильно порівняв «Обраного» з «холодною, неприємною роботою» Лоусі, а також високо оцінив історичне дослідження Чаварріаса і характеристику Меркадера в сценарії.